# 岩波ジュニア新書
岩波ジュニア新書（いわなみじゅにあしんしょ）は岩波書店の新書である。

## 概要
- 岩波新書のジュニア版として、1979年6月21日に創刊[1]。ジャンルでは国語・社会・数学・理科関連だけでなく生活・学習・進路・趣味・芸術がある[2][3]。元々は10代が中心だったが、幅広い年代に支持される[4]。
- 1巻目は石田和男「思春期の生き方」[5]。
- AKB48の被災地訪問活動を描いた「AKB48、被災地へ行く[6]」（著者：石原真）。TBSテレビのNEWS23の特別企画で綾瀬はるかが被爆者のもとに訪ねる『綾瀬はるか 戦争を聞く』（2巻）[7]。日本テレビアナウンサー桝太一が学生時代のエピソードを描いた著書「理系アナ桝太一の 生物部な毎日[8]」などがある。
- 2021年12月、『森の日本史』『榎本武揚と明治維新』の2タイトルを回収処分とした[9]。
- 2025年5月20日発売の『生きるためのブックガイド　未来をつくる64冊』をもって、刊行1000タイトルとなった[10]。